# Trasduttori piezoelettrici per il sonar
I trasduttori piezoelettrici per il sonar sono i pilastri fondamentali della struttura dei sistemi di localizzazione subacquea; hanno il compito di trasformare le vibrazioni acustiche presenti in mare in tensioni elettriche ai propri terminali per trasferirle al sonar e, viceversa, trasformare tensioni elettriche a loro applicate dal sonar in vibrazioni acustiche in mare; i loro insiemi sono nominati basi acustiche.
Le basi acustiche dei sonar, installate ad esempio sui sottomarini, sono formate da innumerevoli trasduttori piezoelettrici indicati come idrofoni e come trasduttori.
L'insieme dei trasduttori può essere indirizzato, sia alla funzione attiva del sonar, sia a quella passiva.

## Disposizione meccanica basi acustiche

### Basi riceventi
I trasduttori di una base acustica ricevente possono essere disposti, tra le innumerevoli geometrie possibili, secondo il profilo dello scafo di un sottomarino, in questo caso la è base nominata conforme.
La disposizione della base conforme nel contesto dell'unità subacquea risulta montata sotto il falso scafo e fissata allo scafo resistente.

La base conforme
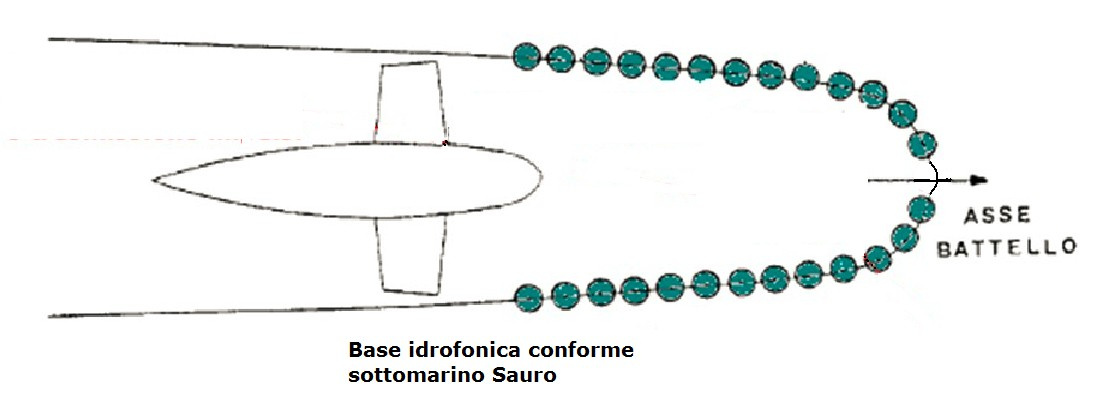
Base conforme con trasduttori vista in pianta[N 7]
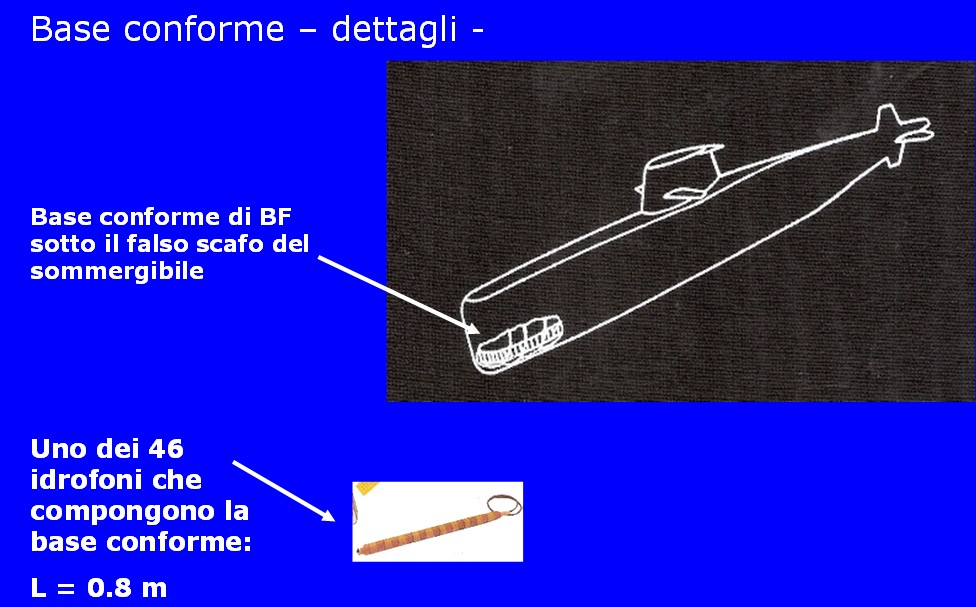
Collocazione base conforme sotto il falso scafo del sottomarino
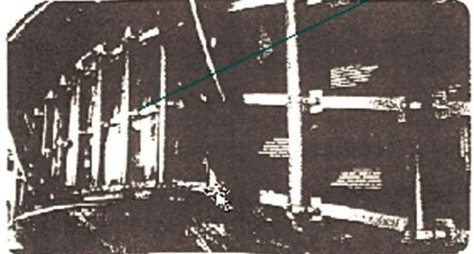
Fotografia di un piccolo numero di stecche idrofoniche montate a scafo, fanno parte della base conforme del sottomarino.

La base conforme riceve ottimamente le onde acustiche dato che la porzione del falso scafo, che copre le stecche idrofoniche, è trasparente al suono; questa particolare copertura è indicata come finestra acustica.
Lo scafo resistente del sottomarino dove sono fissate le stecche idrofoniche è ricoperto di materiale assorbente al suono che evita i rimbalzi delle onde acustiche da parte dello scafo, scherma inoltre le stecche per evitare che queste possano ricevere suono dalla parte posteriore del loro schieramento.

### Basi di emissione
Una base acustica di emissione, formata da numerosi trasduttori montati su di un supporto cilindrico, può essere disposta a prua del sottomarino in un vano ricoperto da una speciale cuffia di avviamento idrodinamico:

La base di emissione
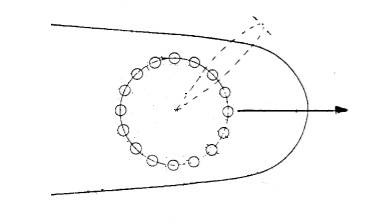
Base di emissione vista in pianta[N 8]
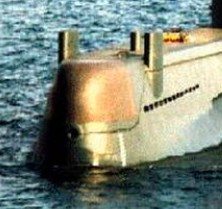
Collocazione della base di emissione: zona di prua, copertura colore arancio
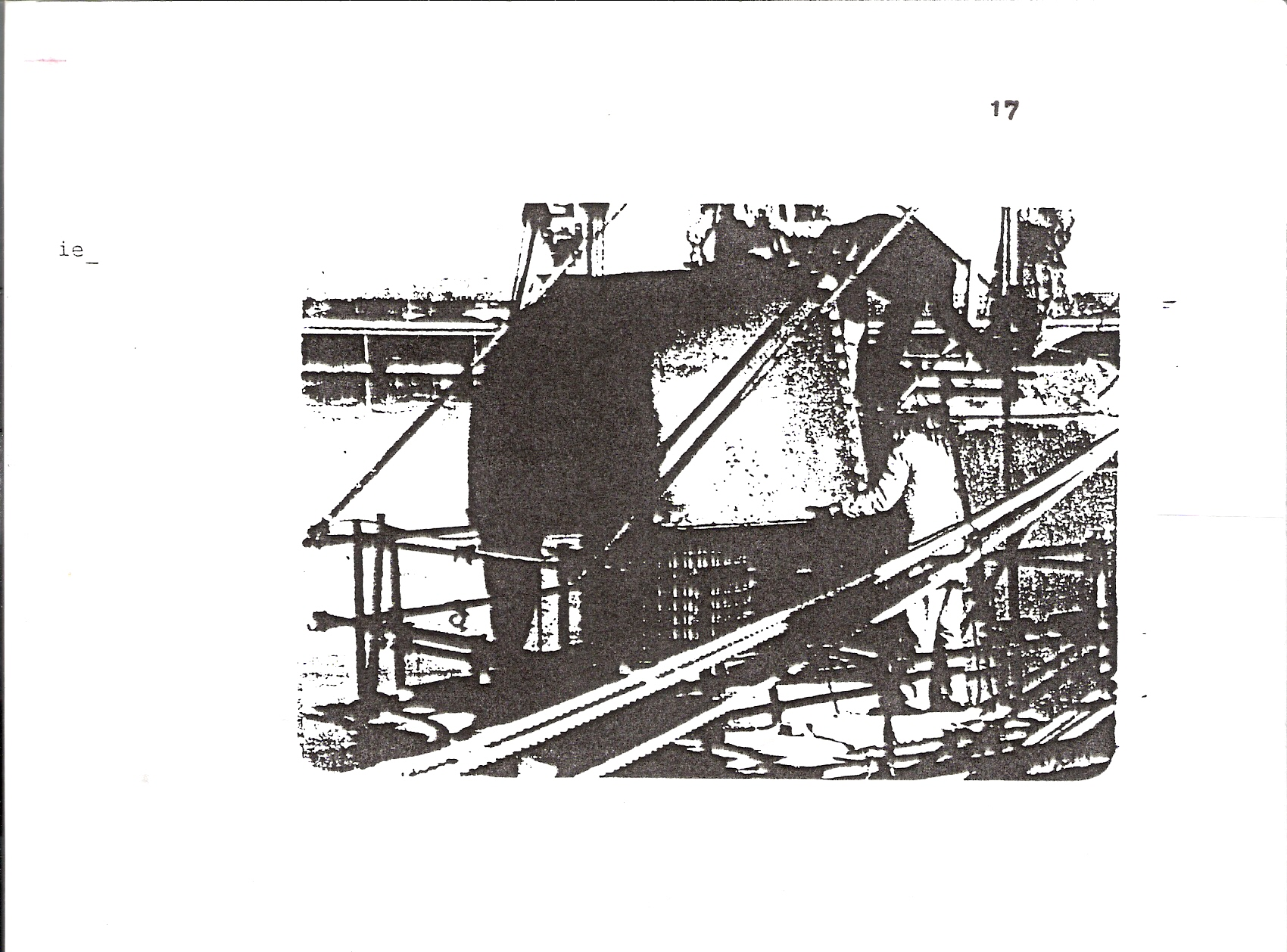
Fase di montaggio base di emissione.

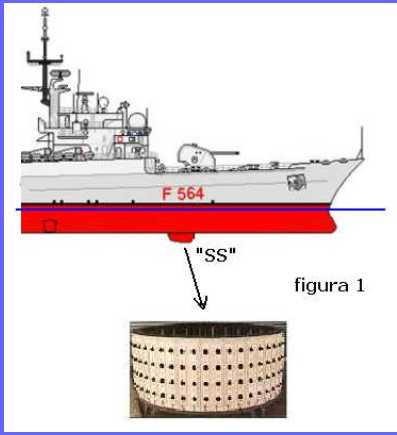
Base cilindrica di emissione e/o ricezione

Nelle navi di superficie le basi di emissione e/o quelle di ricezione venivano generalmente collocate sotto lo scafo:

## Caratteristiche dei trasduttori

### Curve di direttività

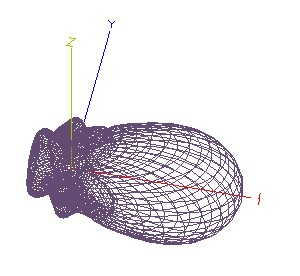
Diagramma di direttività in 3D di un gruppo di trasduttori

La caratteristica di direttività di un trasduttore indica come varia la sensibilità di ricezione con il variare della direzione di provenienza dell'onda sonora.
Se la sensibilità è la massima possibile in una direzione e diminuisce con il variare di essa si dice che il trasduttore ricevente ha una buona direttività, cioè presenta una direzione preferenziale d'ascolto.
Generalmente un singolo trasduttore ha un modesto guadagno di direttività, per realizzare buoni guadagni si deve ricorrere ad insiemi di questi.
La direttività di un gruppo di sensori (trasduttori o idrofoni) ottenuta sommando i contributi di tensione generati dai singoli idrofoni opportunamente ritardati, è governata da leggi matematiche che consentono di calcolare l'andamento della loro somma in funzione di diverse variabili.

### Sensibilità e risposta
La sensibilità dei trasduttori riceventi è il valore che indica quale livello di tensione viene generato quando siano sottoposti alla pressione di un segnale acustico:
è espressa in {\displaystyle dB/V/\mu Pa}.
La risposta dei trasduttori in trasmissione indica la pressione acustica generata con un dato il livello di tensione:
è espressa in {\displaystyle dB/\mu Pa/V/1\ m}.

#### Esempi
Trasduttore ricevente con sensibilità di {\displaystyle -200\ dB/\ V/\mu Pa} se colpito da un'onda acustica di {\displaystyle 42\ dB/\mu Pa} genera una tensione di {\displaystyle -200\ dB/V/\mu Pa+42\ dB/\mu Pa=-158\ dB/\ V=0.013\ \mu V}.
Trasduttore d'emissione con risposta di {\displaystyle 100\ dB/\mu Pa/V/1m} se eccitato con una tensione di {\displaystyle 100\ V=20\ dB/V} genera un campo acustico di {\displaystyle 100\ dB/\mu Pa/V+20\ dB/V=120/\mu Pa/1\ m}.
Alcuni tipi di trasduttori possono funzionare sia in ricezione che in trasmissione avendo definite entrambe le caratteristiche di sensibilità e risposta.

### Circuito equivalente

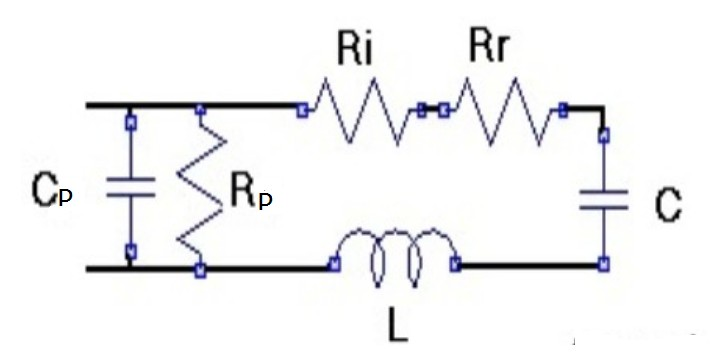
Circuito equivalente di un trasduttore piezoelettrico

L'esame dello schema elettrico di un circuito equivalente di un trasduttore piezoelettrico in acqua mostra i diversi parametri caratteristici del dispositivo dipendenti, sia dalla struttura puramente elettrica, sia da quella meccanica:
Per la parte elettrica: {\displaystyle Cp\ e\ Rp} sono rispettivamente la capacità del trasduttore e le sue perdite.
Per la parte meccanica: {\displaystyle C\ ,\ L\ ,\ Ri\ ,\ Rr} sono rispettivamente:
- {\displaystyle C\ } l'equivalente elettrico della rigidità meccanica
- {\displaystyle L\ } l'equivalente elettrico della massa meccanica
- {\displaystyle Ri\ } l'equivalente elettrico della resistenza meccanica interna
- {\displaystyle Rr\ } l'equivalente elettrico della resistenza meccanica di radiazione

I sei parametri caratterizzano la frequenza {\displaystyle Fm} di risonanza in acqua del trasduttore; l'insieme di questi è sintetizzato da due funzioni {\displaystyle \ A(C)\ ,\ A(R)} che definiscono completamente il
trasduttore.
Le due funzioni possono essere espresse in diversi modi secondo dei casi; ad esempio:
- tramite un circuito parallelo
- con un circuito serie
- con un cerchio d'impedenza
- con un cerchio d'ammettenza

In base alle esigenze progettuali si sceglie il modo più adatto.

#### Specificazioni su Rp,Cp

##### Trasduttore ricevente
In questo trasduttore:
- la resistenza {\displaystyle Rp} costituisce la parte elettrica resistiva del componente ai capi della quale si generano le tensioni elettriche dovute alle vibrazioni acustiche in mare.
- la capacità {\displaystyle Cp} costituisce la parte elettrica reattiva che a volte, molto raramente, deve essere compensata tramite rifasamento con reattanze induttive.

##### Trasduttore di emissione
Nel trasduttore di emissione:
- la resistenza {\displaystyle Rp} costituisce il carico sul quale il trasmettitore del sonar deve applicare la potenza elettrica necessaria per ottenere la voluta pressione acustica in mare.
- la capacità {\displaystyle Cp} costituisce la parte elettrica reattiva del trasduttore che deve essere sempre compensata tramite rifasamento con reattanze induttive per evitare perdite di potenza acustica.

## Applicazioni

### Trasduttore di ricezione

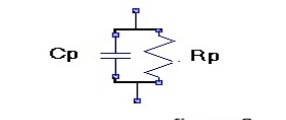
Configurazione parallela del trasduttore

Il trasduttore per la ricezione omnidirezionale di una banda di segnali acustici in mare deve essere caratterizzato dallo schema in figura con valori di {\displaystyle Cp\ e\ Rp} compatibili con le specifiche d'ingresso dell'amplificatore al quale deve essere collegato.
Nel caso in cui, ad esempio, se debba ricevere in acqua una banda di segnali acustici compresa tra {\displaystyle F1\ e\ F2} è necessario che il trasduttore sia costruito in modo che la sua frequenza di risonanza, {\displaystyle Fm}, sia più elevata di {\displaystyle F2}.
In questo caso le funzioni {\displaystyle A(C)\ ;\ A(R)} del trasduttore, possono essere espresse come elementi di un circuito parallelo {\displaystyle Cp\ e\ Rp} come mostrato in precedenza.

#### Esempio
Se la banda dei segnali acustici da ricevere è compresa tra {\displaystyle F_{1}=500\ Hz\ e\ F_{2}=7000\ Hz} e la sensibilità richiesta è di {\displaystyle -230\ dB/V/\mu Pa} si può utilizzare un trasduttore piezoelettrico con le seguenti caratteristiche:
Ricezione omnidirezionale
Sensibilità = {\displaystyle -200\ dB/V/\mu Pa} maggiore di {\displaystyle -230\ dB/V/\mu Pa} costante nella banda compresa tra {\displaystyle 200\ Hz\ e\ 9000\ Hz}
{\displaystyle Fm=15000\ Hz} frequenza di risonanza maggiore di {\displaystyle F_{2}}
{\displaystyle Cp=16000\ pF} la reattanza di {\displaystyle Co\ a\ F_{2}=500\ Hz} è irrilevante per le caratteristiche d'ingresso dell'amplificatore, non necessita di compensazione induttiva
{\displaystyle Rp=250\ ohm} risulta essere un generatore a bassa resistenza, adatto a pilotare qualsiasi amplificatore

### Trasduttore di emissione

#### Eccitazione da generatore di corrente
S'ipotizzi, ad esempio, che le funzioni {\displaystyle A(C)\ ;\ A(R)} del trasduttore, appositamente costruito, siano espresse ancora come elementi di un circuito parallelo in cui {\displaystyle A(C)=Cp\ ;\ A(R)=Rp} come mostrato nella figura a destra in alto.
Supponiamo che, tramite un generatore di corrente, si debba pilotare un trasduttore in grado di emettere in acqua un segnale alla frequenza {\displaystyle Ft=8200\ Hz} e che il costruttore ci fornisca tale manufatto, appositamente progettato secondo la struttura indicata, con le seguenti caratteristiche:
Emissione omnidirezionale
Risposta in trasmissione {\displaystyle +100\ dB/\mu Pa/V}
{\displaystyle Fm=Ft=8200\ Hz}
{\displaystyle Cp=3000\ pF}
{\displaystyle Xcp=6473\ ohm}
{\displaystyle Rp=22000\ ohm}
Per collegare tale trasduttore al generatore di corrente è necessario accordarlo parallelo alla frequenza {\displaystyle Ft}, mediante apposita induttanza {\displaystyle Lp}, disposta secondo quanto riportato in figura a destra in basso, in modo che il carico al generatore risulti resistivo pari ad {\displaystyle Rp=22000\ ohm}.
Questa operazione richiede soltanto la valutazione di {\displaystyle Lp} tramite l'espressione:
{\displaystyle Lp=Xcp/(6.28\ Ft)=6473/(6.28\cdot 8200\ Hz)=125.6\ mH}

#### Eccitazione da generatore di tensione
Nel caso in cui il generatore sia di tensione la procedura di calcolo per l'adattamento al trasduttore i cui dati siano disponibili in configurazione parallelo richiede una trasformazione in circuito serie.
Se, ad esempio, le funzioni {\displaystyle A(C)\ ;\ A(R)} del trasduttore, appositamente costruito, sono espresse come elementi di un circuito parallelo in cui {\displaystyle A(C)=Cp\ ;\ A(R)=Rp} come mostrato in figura in alto a sinistra l'applicazione della potenza del generatore di tensione, non può essere convogliata in un circuito parallelo con elevata resistenza dinamica ma con un derivato tipo serie come in figura in basso a sinistra.
Il circuito serie derivato si calcola secondo l'esempio:
Si debba pilotare un trasduttore in grado di emettere in acqua un segnale alla frequenza {\displaystyle Ft=52\ kHz} e che il costruttore ci fornisca tale manufatto, appositamente progettato secondo le seguenti caratteristiche del circuito parallelo:
Emissione omnidirezionale
Risposta in trasmissione = {\displaystyle +130\ dB/\mu Pa/V}
{\displaystyle Fm=Ft=52\ kHz}
{\displaystyle Cp=1800\ pF}
{\displaystyle Xcp=1700\ ohm}
{\displaystyle Rp=2000\ ohm}
{\displaystyle Q=1.17} (coefficiente di merito del circuito)

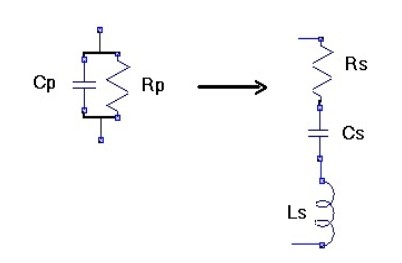
Trasformazione parallelo serie

Per la trasformazione sopra indicata dobbiamo applicare le formule relative a circuiti con {\displaystyle Q<10}
{\displaystyle Rs=Rp/(Q^{2}+1)=2000\ ohm/(1.17^{2}+1)=844\ ohm}
{\displaystyle Xcs=Xcp/[(1/Q^{2})+1]=1700\ ohm/[(1/1.17^{2})+1]=982\ ohm}
dal valore di {\displaystyle Xcs} si calcola la capacità {\displaystyle Cs} in pF:
{\displaystyle Cs=10^{12}/(6.28\cdot 52000\ Hz\cdot 982\ ohm)=3118\ pF}
ed infine il valore dell'induttanza di rifasamento del circuito risonante serie:
{\displaystyle Ls=982\ ohm/(6.28\cdot 52000\ Hz)=3\ mH}

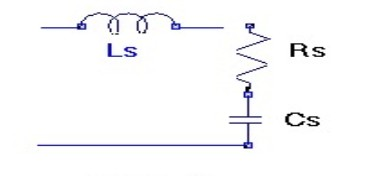
Configurazione serie rifasata del trasduttore

Dopo l'accordo il generatore vedrà il carico di {\displaystyle Rs=844\ ohm}.

## Dati con cerchi vettoriali
I dati che caratterizzano un trasduttore piezoelettrico a volte sono indicati graficamente tramite cerchi vettoriali, opportunamente quotati, dai quali dedurre i valori numerici per ricostruire le configurazioni parallelo o serie.
Si tratta di cerchi tracciati in due sistemi di assi cartesiani che hanno:
Per il cerchio d'impedenza: in ascisse la resistenza in ohm e in ordinate la reattanza in ohm e all'estremo del vettore la frequenza.
Per il cerchio di suscettanza: in ascisse la conduttanza in micromhos e in ordinate la suscettanza in micromhos e e all'estremo del vettore la frequenza.
Il vantaggio di questo tipo di esposizione dati, essendo funzione della frequenza, consente di esaminare le caratteristiche elettriche del trasduttore in un ampio intervallo di variabilità.

### Trasduttore definito tramite cerchio d'impedenza

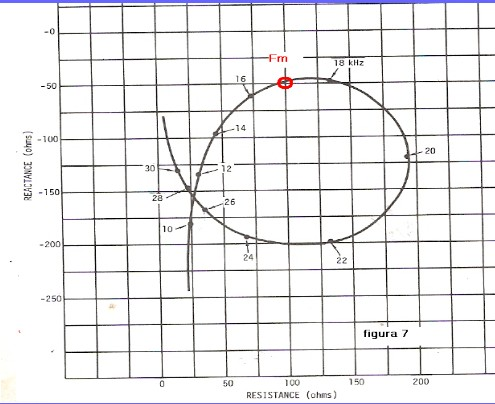
Cerchio d'impedenza

Nel caso in cui il trasduttore piezoelettrico sia definito tramite il cerchio d'impedenza, quale ad esempio quello riportato in figura, con {\displaystyle Fm=16500\ Hz}, si devono estrapolare da esso {\displaystyle A(C)\ e\ A(R)} per l'utilizzo con i generatori di corrente.
Dal diagramma si ricavano {\displaystyle A(C)\ e\ A(R)} alla frequenza di risonanza {\displaystyle Fm=16500\ Hz}:
{\displaystyle A(C)=Xcp=-50\ ohm}
{\displaystyle A(R)=Rp=100\ ohm}
relativi alla configurazione parallelo
La configurazione parallelo può essere trasformata in configurazione serie con il procedimento già illustrato.
Il cerchio d'impedenza definisce le caratteristiche del trasduttore in tutto il campo di frequenza che gli è proprio consentendone l'impiego, in base alle necessità, a qualsiasi frequenza facente parte del campo stesso.

### Trasduttore definito tramite cerchio d'ammettenza

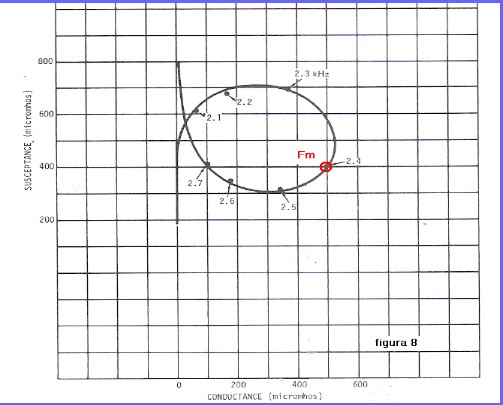
Cerchio d'ammettenza

Nel caso in cui il trasduttore piezoelettrico sia definito tramite il cerchio d'ammettenza, quale ad esempio quello riportato in figura con {\displaystyle Fm=2400\ Hz,} si devono estrapolare da esso {\displaystyle A(C)\ e\ A(R)} per l'utilizzo con il generatore specifico ed applicare il metodo di rifasamento idoneo.
Per estrapolare dal diagramma {\displaystyle A(C)\ e\ A(R)}, secondo la configurazione parallelo, alla frequenza di risonanza {\displaystyle Fm=2400\ Hz} si deve osservare che:
la suscettanza {\displaystyle A(C)=1/Xcp} è espressa in micromhos
la conduttanza {\displaystyle A(R)=1/Rp} è espressa in micromhos secondo la configurazione parallela.
Alla frequenza di risonanza {\displaystyle Fm=2400\ Hz} si legge:
conduttanza: {\displaystyle 500} micromhos, pari a {\displaystyle Rp=1000000/500=2000\ ohm}
suscettanza: {\displaystyle 400} micromhos, pari a {\displaystyle Xcp=1000000/400=2500\ ohm}
Trasformando {\displaystyle Rp\ in\ Rs\ e\ Xcp\ in\ Xcs} si ha:
{\displaystyle Rs=1220\ ohm}
{\displaystyle Xcs=975\ ohm}